# Lorraine Vaillancourt
Lorraine Vaillancourt, née en 1947 à Jonquière au Québec, est une directrice artistique, professeur, chef d'orchestre et pianiste québécoise.
Elle est fondatrice et directrice artistique du Nouvel ensemble moderne, enseigne à la Faculté de musique de l’Université de Montréal depuis 1971.
Elle est régulièrement invitée à diriger divers ensembles et orchestres.
Elle a été membre fondateur de la société de concerts montréalaise Les Événements du Neuf et des Rencontres de musique nouvelle du Domaine Forget dont elle est codirectrice artistique avec Denys Bouliane. Elle a été présidente du Conseil québécois de la musique de 1998 à 2001, elle a ensuite siégé au Conseil des arts et des lettres du Québec.

## Honneurs
- 1995 - Membre de la Société royale du Canada
- 2002 - Médaille de l'Assemblée nationale[1]
- 2016 - Prix Denise-Pelletier (Prix du Québec)